# Bonzo la scimmia sapiente
Bonzo la scimmia sapiente (Bedtime for Bonzo) è un film del 1951 diretto da Frederick de Cordova e interpretato da Ronald Reagan.

## Trama
Bonzo, un piccolo scimpanzé, viene allevato come un bambino da Peter Boyd, un professore di psicologia il cui padre è un noto ladro, per dimostrare che l'ambiente determina il carattere più dell'ereditarietà.

## Influenze culturali
Il film è stato citato in molte canzoni nel corso degli anni.